# General Electric T64
General Electric T64 je ameriški turbogredni motor s prosto turbino. Uporablja se večinoma na helikopterjih, obstaja pa tudi turbopropelerska verzija, ki se uporablja za pogon letal npr. Aeritalia G.222. T64 so predstavili leta 1964. Motor ima visoko tlačno razmerje in sorazmerno majhno specifično porabo goriva. Največji zahodni helikopter Sikorsky CH-53E Super Stallion uporablja tri motorje T64-GE-416, vsak z 4380 KM.
GE razvija močnejšega General Electric GE38(T407), ki bo razvijal okrog 7500 KM. Trije GE38 se bodo uporabljali na Sikorsky CH-53K King Stallion.

## Različice
T64-GE-13080 KM
T64-GE-22 810 KM
T64-GE-4Turboprop 2850 KM
T64-GE-62850 KM
T64-GE-73925 KM
T64-GE-7A3936 KM
T64-GE-8Turboprop 2850 KM
T64-GE-102970 KM
T64-GE-163485 KM
T64-GE-1004330 KM
T64-GE-4123695 KM
T64-GE-4133925 KM
T64-GE-413A3936 KM
T64-GE-4154380 KM
T64-GE-4164380 KM - trije na Sikorsky CH-53E Super Stallion - največji zahodni helikopter
T64-GE-4194750 KM
T64-GE-4233925 KM
T64-P4DTurboprop 3400 KM
CT64-820-12850 KM
CT64-820-2
CT64-820-33130 KM
CT64-820-43133 KM
T64/P4D3400 KM
Viri: Vectorsite,

## Uporaba
- Aeritalia G.222
- de Havilland Canada DHC-5 Buffalo
- Lockheed AH-56 Cheyenne
- Kawasaki P-2J
- LTV XC-142
- ShinMaywa US-1
- Sikorsky CH-53 Sea Stallion
- Sikorsky CH-53E Super Stallion
- Sikorsky HH-53/MH-53

## Specifikacije (T64-GE-100)
- Tip: Turbogredni motor
- Dolžina: 79 in (2,007 mm)
- Premer: 20 in (508 mm)
- Teža: 720 lb (327 kg)

- Kompresor: 14-stopenjski aksialni visokotlačni
- Zgorevalna komora: obročasta
- Turbina: 2-stopenjska aksialna visokotlačna, 2-stopenjska aksialna nizkotlačna
- Gorivo: kerozin

- Največja moč: 4,330 hp (3,228.88 kW)
- Tlačno razmerje: 14.9:1
- Temperatura ob vstopu v turbino: 1180 °F (638 °C)(-1), 1325 °F (718 °C)(-413), 1410 °F (770 °C)(-415)[
- Specifična poraba goriva: 0,48 lb/KM-hr (0,292 kg/kWh)
- Razmerje moč/teža: 6,014 KM/lb (9,887 kW/kg)